# Phong cách nghệ thuật động vật

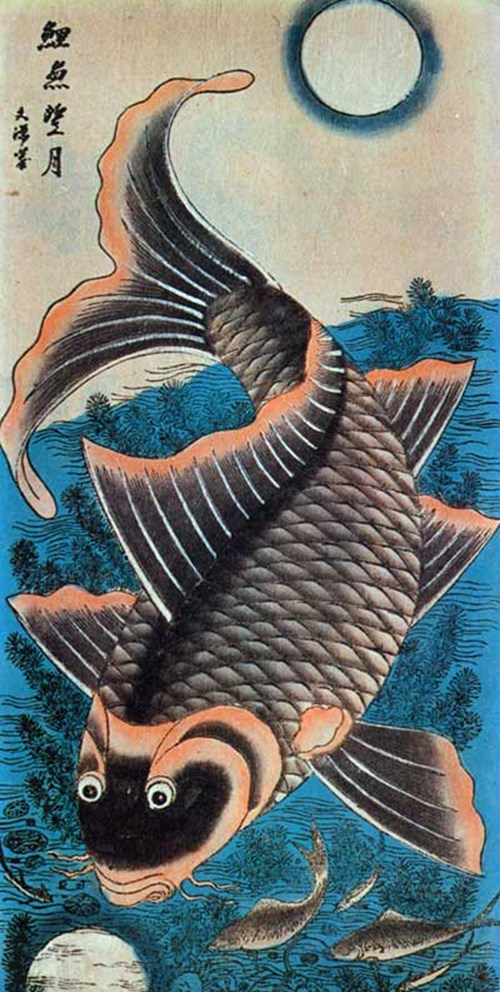
Tranh Đông Hồ - Lý Ngư Vọng Nguyệt

Phong cách nghệ thuật động vật (Animal style) là một cách tiếp cận trang trí nghệ thuật thị giác được ghi nhận từ Trung Quốc đến Bắc Âu vào thời kỳ đồ sắt đầu tiên và nghệ thuật của những người được gọi là man rợ của Thời kỳ di cư, đặc trưng ở những điểm nhấn các họa tiết động vật (hình hiệu thú) và sau này là phát triển về nghệ thuật điêu khắc, tạc tượng. Phong cách nghệ thuật động vật là một thuật ngữ chung hơn cho tất cả các nghệ thuật miêu tả động vật. Vẽ tranh vẽ động vật là một hình thức nghệ thuật thị giác. Vẽ tranh vẽ động vật để sáng tạo, phát triển tư duy, trí tưởng tượng và sự khéo léo.                       
Nghệ thuật Scythian sử dụng rất nhiều họa tiết động vật, một di chỉ về thành phần của cái gọi là "bộ ba Scythian" gồm vũ khí, ngựa và nghệ thuật động vật hoang dã theo phong cách Scythian. Các nền văn hóa được gọi là phong cách Scythian bao gồm văn hóa Cimmerian và Sarmatian ở Sarmatia châu Âu và trải dài trên thảo nguyên Á-Âu phía bắc của vùng Cận Đông đến văn hóa Ordos của Trung Quốc. Đồ trang sức phong cách thảo nguyên có chạm khắc họa tiết các động vật khác nhau bao gồm hươu, mèo, chim, ngựa, gấu, chó sói và những con thú thần thoại. Mặc dù vàng đã được sử dụng rộng rãi từ phía giới Vương quyền, quý tộc của các bộ lạc Scythia khác nhau, nhưng vật liệu chủ yếu cho các hình hiệu thú khác nhau chính là chất liệu nền bằng đồng. Việc sử dụng các hoa văn, họa tiết có hình dạng động vật (hình hiệu thú) đã đi xa hơn không chỉ là để trang trí mà còn có cả yếu tố tín ngưỡng (tín ngưỡng thờ động vật).

## Việt Nam
Ở Việt Nam, tại những chốn tâm linh như đình, chùa, miếu mạo, lăng tẩm, nơi thờ tự có những đồ án trang trí với nhiều hình thù độc đáo, nổi bật nổi bật là hình các linh vật quen thuộc gồm nhóm Tứ linh gồm: Long (rồng), Lân (kỳ lân), Quy (rùa), Phượng (Phượng hoàng) và thêm bốn con vật khác là Ngư (cá chép), Bức (con dơi), Hạc và Hổ (cọp), được gọi chung là "Bát vật", được thể hiện qua nghệ thuật trang trí sinh động và linh thiêng, trong đó, Ngư là con cá chép (Lý ngư) tượng trưng cho sự phồn thịnh. Theo truyền thuyết, cá không phải ở luôn kiếp cá mà gặp cơ hội nó vượt qua "long môn" (vũ môn) để biến hóa thành con rồng (cá hóa rồng) một đề tài ưa thích đối với những người ôm mộng lớn.
Hình tượng chim quen thuộc và gần gũi trong văn hóa truyền thống của người Jrai, chúng được thể hiện khắp nơi qua những hình chạm khắc trang trí trên trụ gổ, trên nóc nhà mồ và trong hoa văn dệt, đan.  Để biểu hiện hình ảnh của thần linh, người Jrai thường khắc đẻo hình tượng chim trên chót đỉnh cây nêu trong các nghi thức cúng hiến quan trọng. Người ta còn bện đan hình chim bằng tre mây treo nơi đầu mút những tua dây trang trí trên cây nêu. Hình tượng chim còn được thể hiện trong những lễ hội lớn như lễ ăn mừng nhà rông mới làm xong (Ъŏng khan), lễ bỏ mả (pơthi), ăn mừng làng mới (plơi phrau), nhà mới (Yuă sang phrau).
Người Jrai đẻo hình chim bằng gổ giống như con rối với những cơ năng có thể làm cho con rối cử động. Thường một người cầm cây có gắn con chim gổ trên cao đi trước đoàn cồng chiêng, vừa đi vừa giật dây để hai cánh chim bung ra, xếp lại như chim đang bay. Có nơi làm hai con chim trống mái nằm chồng lên nhau và chúng xoè cánh nhịp nhàng theo nhịp trống lớn. Chàng trai Jrai thường gắn trên đầu mình một chiếc lông chim để làm tăng thêm nét hào hùng can đảm được thần linh che chở hoặc khi em bé còn nhỏ, người Jrai cũng thường cột trên tóc em một túm lông chim nhỏ như một dấu chỉ em luôn được thần linh bảo trợ gìn giữ.
Trong kiến trúc dân gian của người Cơ Tu, loài chim tring chính là chủ đề phổ biến với những họa tiết trang trí có màu sắc chủ đạo là đỏ, đen, trắng. Loài chim này trở thành biểu tượng để người Cơtu trang trí trong ngôi nhà Gươl truyền thống, mô típ loại chim trinh này khá nổi bật nóc các Gươl. Trên hai đầu nóc của Gươl (dh’rượp tr’văng) chúng được khắc thành đôi chim đang trong tư thế giao hoan, con trống cưỡi trên con mái với thân và đuôi hòa thành một, con trống cưỡi trên con mái, đầu hướng vào bên trong thể hiện mong muốn phồn thực, phía trên đôi chim Tring có hình tượng trăng sao, giữa chim Trinh xen lẫn hình ảnh cây rau dớn và trăng sao có hàng chông vươn lên trời.
Trên cây nêu của cột đâm trâu (xơnur) hay cây cột cái của Gươl (r’măng), cổng làng, nhà mồ thì hình ảnh con chim Tring cũng được thể hiện đối xứng. Người Cơtu Quan niệm, khắc hình chim Tring để thể hiện cái đẹp và cái thiêng liêng của ngôi nhà làng truyền thống (Gươl), đến nhà mồ vì chính chim tring là sứ giả của Thần lúa hướng dẫn người Cơ Tu tìm đất mới để canh tác, gieo trồng và lập làng, chim Tring thể hiện sự gắn bó, cố kết của làng Cơtu luôn xem hình tượng chim Tring trang trí trên Gươl, trên cột đâm trâu, nhà mồ hay cột cái Gươl. Trên cổng làng và nhà mồ, mô típ chim tring khá nổi bật với hình ảnh con chim tring thể hiện đối xứng ở hai đầu quan tài và ở một phía đầu hồi nóc của nhà mồ